# Uran Islampur
Uran Islampur (o Urun-Islampur) è una città dell'India di 58.330 abitanti, situata nel distretto di Sangli, nello stato federato del Maharashtra. In base al numero di abitanti la città rientra nella classe II (da 50.000 a 99.999 persone).

## Geografia fisica
La città è situata a 17° 3' 0 N e 74° 16' 0 E e ha un'altitudine di 573 m s.l.m..

## Società

### Evoluzione demografica
Al censimento del 2001 la popolazione di Uran Islampur assommava a 58.330 persone, delle quali 30.228 maschi e 28.102 femmine. I bambini di età inferiore o uguale ai sei anni assommavano a 6.847, dei quali 3.707 maschi e 3.140 femmine. Infine, coloro che erano in grado di saper almeno leggere e scrivere erano 43.655, dei quali 24.312 maschi e 19.343 femmine.